# كأس رئيس الاتحاد الآسيوي 2014
كأس رئيس الاتحاد الآسيوي 2014 هو الموسم العاشر والأخير من بطولة كأس رئيس الاتحاد الآسيوي. أشرف على تنظيمه الاتحاد الآسيوي لكرة القدم، وكان عدد الأندية المشاركة فيه  11، وفاز فيه Ýedigen FC ‏.